# Kwisa
Kwisa (hornolužickosrbsky Hwizdź; německy Queis, česky Hvízda či Kviza) je řeka v Dolnoslezském a Lubušském vojvodství v Polsku, která pramení na polské straně Jizerských hor. Je 127 km dlouhá a je to největší přítok Bobru. Povodí má rozlohu 1026 km² a okrajově zasahuje i do Česka (Jindřichovický potok). Řeka tvořila historickou hranici mezi Slezskem a (Horní) Lužicí.

## Popis toku
Řeka pramení na severních svazích Jizerských hor pod vrchem Izerskie Garby. Protéká na severozápad hlubokým údolím mezi Smrčskou hornatinou a Kamienickým hřebenem. V lázních Świeradów se obrací k severovýchodu a mezi obcemi Krobica a Orłowice opouští Jizerské hory, aniž by měnila směr. Dále teče podhůřím těchto hor přes Mirsk, načež se ve Slezském Gryfově se ostře stáčí na západ do úzkého a klikatého údolí, kde jsou na Kwise dvě přehradní jezera. V Lešné se řeka obrací zase zpátky na sever až severovýchod, protéká Lubání, největším městem na toku, a za městem Nowogrodziec se obrací zhruba sever a vtéká do Sasko-lužické nížiny. Zde protéká dolnoslezskými bory a u Żelisławi (obec Małomice) ústí zleva do Bobru.

## Přítoky
Zleva: Świeradówka, Czarny Potok, Bruśnik, Miłoszowski Potok, Grabiszówka, Siekierka, Złoty Stok
Zprava: Długi Potok, Oldza, Olszówka, Iwnica, Kliczkówka 

## Využití
Nedaleko českých hranic jsou na Kwise postaveny dvě přehradní nádrže Leśniańská a Złotnická.